# Elpídio Silva
Elpídio Pereira da Silva Filho (Campina Grande, 19 luglio 1975) è un ex calciatore brasiliano, di ruolo attaccante.

## Palmarès

### Club

#### Competizioni statali
- Campionato Mineiro: 1

Atletico Mineiro: 1995

#### Competizioni nazionali
- Campionato portoghese: 1

Boavista: 2000-2001